# Ljutwijan Mollowa
Ljutwijan Achmedow Mollowa (bulgarisch Лютвиян Моллова, engl. Transkription Lyutviyan Akhmedova Mollova; * 18. Dezember 1947 in Kasanlak; † 19. August 2020 in Istanbul, Türkei) war eine bulgarische Speerwerferin.
1971 schied sie bei den Europameisterschaften in Helsinki in der Qualifikation aus.
Bei den Olympischen Spielen 1972 in München wurde sie Vierte.
1973 gewann sie Bronze bei der Universiade und wurde Zweite beim Europacup in Edinburgh. Bei den Europameisterschaften 1974 in Rom wurde sie Vierte und beim Europacup 1975 in Nizza Dritte.
Viermal wurde sie bulgarische Meisterin (1969, 1972–1974). Ihre persönliche Bestleistung von 62,60 m stellte sie am 4. August 1974 in Sofia auf.